# Gare de Jouy-sur-Morin - Le Marais
Pour les articles homonymes, voir Gare de Jouy (homonymie).
La gare de Jouy-sur-Morin - Le Marais est une ancienne gare ferroviaire française de la ligne de Gretz-Armainvilliers à Sézanne située sur le territoire de la commune de Jouy-sur-Morin, dans le département de Seine-et-Marne, en région Île-de-France.

## La gare
Sur le plan du positionnement de gares, c'est une gare des franges Est de la région parisienne (grande couronne périurbaine), assurant la desserte d'une commune de 2 000 habitants par le réseau Transilien P, à la fois gare ferroviaire et station d'autocars. La fréquence des horaires de desserte est très variable : entre d'une part les horaires des matinées de semaine (déplacements pendulaires) vers les lieux de travail de Paris et cœur d'agglomération) avec 1/2 h d'intervalle minimum, et d'autre part les horaires de milieu de journée en week-end (déplacements familiaux) avec 3 h d'intervalle maximum. En l'état actuel du réseau, le trajet de Paris (par Haussmann-Saint-Lazare ou gare de Paris-Est) à la gare de Jouy-sur-Morin nécessite 1 h 30 en moyenne, avec un à deux changements (Coulommiers, voire Tournan).

### Historique

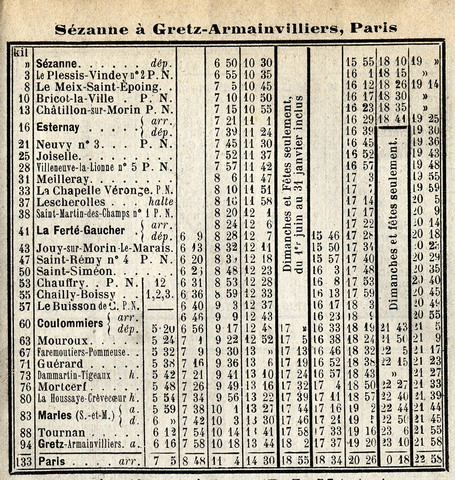
Passages à la station : Horaires d'hiver de la Ligne 21, (Cie des Chemins de fer de l'Est, 1912).

Construite au XIXe siècle à l'époque des locomotives à vapeur (ouverture de la gare de l'Est à Paris en 1849, arrivée du chemin de fer jusqu'à Coulommiers en 1862, puis en 1881 à La Ferté-Gaucher), elle est architecturalement considérée comme étant "de Style standard Est", comme les autres gares de la ligne construites par la compagnie. Style qui dans sa déclinaison est particulièrement dépouillé et simplifié localement, avec des encadrements de fenêtre carrés, au lieu d'être voûtés avec combinaison de briques. Faite d'un bâtiment unique sans ailes latérales et à trois portes, la gare de Jouy-sur-Morin est construite sur le même modèle que la gare de Chailly - Boissy-le-Châtel à deux stations en aval.
La commune se retrouvait alors à moins de 3 h de Paris. La gare, comme l'ensemble de la ligne (allant alors jusqu'en Champagne, à Esternay) était gérée par la Compagnie des chemins de fer de l'Est jusqu'à la nationalisation et création de la SNCF en 1938.
Pendant la Seconde Guerre mondiale, les relevés d'archives du Centre d'archives historiques de la SNCF sur l'arrondissement Paris-Est ne signalent ni bombardement allié ni sabotage de la Résistance sur la zone de responsabilité de la gare de Jouy-sur-Morin (l'essentiel des actions se fera en aval sur le secteur de la Brie Boisée, en 1944). Jusqu'à la fin de la vapeur vingt ans plus tard, la gare du village verra passer les célèbres locomotives à charbon des séries 140. Régionalement, jusqu'en 1972 (fermeture de la gare de Sézanne), la gare de Jouy-sur-Morin sera de fait la quinzième gare de la « ligne 21 » Gretz – Sézanne.
La Compagnie de l'Est avait créé une liste numérique de ses lignes à 1 ou 2 chiffres. En 1972, la SNCF a créé une autre liste analytique comptable nationale à rotation de sens trigonométrique (nverse du sens des aiguilles d'une montre). La ligne Paris – Mulhouse est dénommée numériquement "001 000", où les 3 derniers caractères peuvent être remplacés par le point kilométrique ; ainsi le point "001 069" désigne la gare de Nangis. Le numéro "002 000" est celui de la ligne de Gretz à Sézanne, dénomination reprise par RFF.
La combinaison électricité/diesel faisait gagner une heure de voyage vers Paris. La gare a connu le passage des navettes diesel qui desservaient la ligne jusqu'au terminus de La Ferté-Gaucher, assurées par des autorails de des années 1960 (séries X 4300 rouge et crème surnommés « Caravelles »). Jusqu'aux années 2000, la gare était desservie par des trains de grande banlieue (navettes portant les codes-missions IENA/LENA et FEGE/FAGE), regroupés sous le sigle Transilien sous l'égide de la SNCF en 1999 (auparavant sous réseau disparate de trains de banlieue et de TER d'Île-de-France). Avec parfois du renfort en matériel de TER des régions limitrophes, comme dans le cas du réseau Est avec du renfort matériel des TER de la région Champagne-Ardenne.
La ligne du Transilien venant de Paris-Est étant électrifiée seulement jusqu'à Coulommiers (depuis 1992), c'est avec des BB 67400 tractant des rames inox (dits « petits gris ») que la desserte ferroviaire a été assurée jusqu'en 2003. Le service est depuis assuré par des autocars Transilien de livrée bleue (affrétés par les sociétés Darche-Gros et V.A.S.), longeant la voie ferrée inutilisée, en empruntant la route départementale D66, le long de la vallée du Grand Morin, d'abord avec des autocars de marque Irisbus Iliade, puis depuis 2006 avec des modèles TEMSA Safari (certification à la norme ISO 9001).
La gare de Jouy-sur-Morin est aujourd'hui désaffectée. Son bâtiment voyageurs appartient à la commune de Jouy-sur-Morin, qui souhaite la vendre malgré les souhaits de l'opposition municipale.

### Géographie

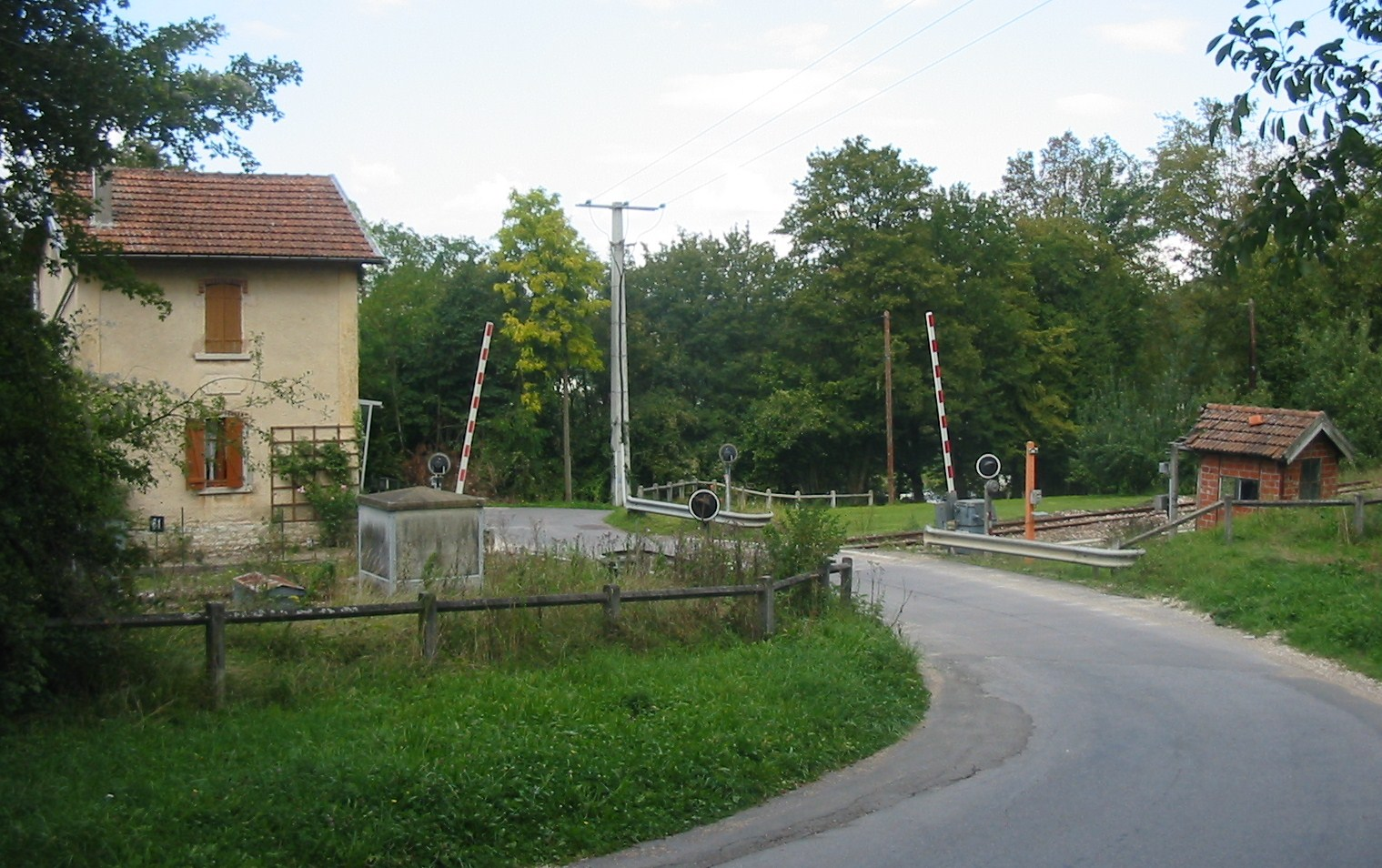
Passage à niveau 61 avec sa maison de garde-barrière, Le Gué-Blandin, Jouy-sur-Morin (sept. 2004).

Avant-dernière gare de ligne, la gare de Jouy-sur-Morin - Le Marais se trouve au PK 88,633 (point kilométrique) du départ de Paris-Est, et seulement à trois kilomètres du terminus de ligne à La Ferté-Gaucher. La date de construction de la gare et de la ligne (années 1880) ne permet pas de la retrouver sur les cartes d'État-Major du XIXe siècle, établies avant, et il faudra attendre peu après la publication des cartes du Ministère de l'Intérieur dites cartes du service vicinal au 1/100 000 pour la voir apparaître dans l'histoire territoriale de la commune (feuille XVIII-13, Seine-et-Marne). Elle n'est pas située (voir la localisation  de la gare sur la carte en ligne de Wikimapia) dans le quartier du Marais, qui est à presque un kilomètre de la gare mais dans le quartier du Faubourg ; elle porte ce nom accolé du fait de la présence au Marais de l'ancien premier employeur local de la papeterie du quartier industriel du Marais (autrefois : Société des papeteries de Sainte-Marie et du Marais) qui était jusque dans les années 1920 la grande papeterie fabricant le papier à billets de la Banque de France.
Trois passages à niveau avec habitation de garde-barrière étaient rattachées à la gare de Jouy-sur-Morin, dont les bâtiments subsistent encore aujourd'hui, déclassés et reconvertis en habitation privée. Le premier, le PN 61 au sud du hameau de Champgoulin (rue de la Papeterie) ; le deuxième, le PN 63 au sud du quartier du Faubourg (en fin de la D66 bis) ; le troisième, le PN 64 sur l'écart des Ramonnets (parallèle à la D66 et simple croisement avec une voie communale non-classée). La route départementale D66 qui traverse le village, se parcourt elle sans passage à niveau (pont du Puy, au sud du hameau de La-Chair-aux-Gens …qui a fait l'objet de fermetures et de longs travaux en 2000).
Le caractère rarement rectiligne du tracé de la ligne ferroviaire sur sa zone (tracé presque parallèle au cours en forme de « M » de la vallée du Grand Morin à Jouy) en fait, avec ses angles de virages très prononcés, la section de ligne comprenant la plus forte limitation de vitesse de train de l'ensemble de la ligne, comme en témoignent les panneaux de signalisation ferroviaire.
Sur le plan de l'aménagement du territoire, depuis peu et en parallèle des orientations de développement touristique impulsées par le chef-lieu de canton (structuration dite « 2T2M »), une association locale travaille sur le projet de faire repasser une navette des années 1960 dans la gare de Jouy, dans le cadre d'une mise en ligne de tourisme ferroviaire du tronçon Coulommiers/La Ferté-Gaucher (sur le modèle du travail fait en Brie champenoise par l'association TFBCO (Tourisme ferroviaire de la Brie champenoise à l'Omois) sur la ligne entre Mézy et Montmirail avec un autorail dit « Picasso »).

### Économie
Par suite de problèmes techniques et d'évolutions économiques, elle n'est donc maintenant desservie depuis quelques années que par des bus depuis la gare de Coulommiers sur trois stations (d'ouest en est) pour la fin de ligne vers le terminus de la gare de La Ferté-Gaucher.
Le passage à Jouy-sur-Morin de l'autorail aux autocars a d'abord été annoncé comme temporaire, au moment des derniers passages d'autorail (2002) et même au moment de la cristallisation de l'itinéraire d'autocars (2003).

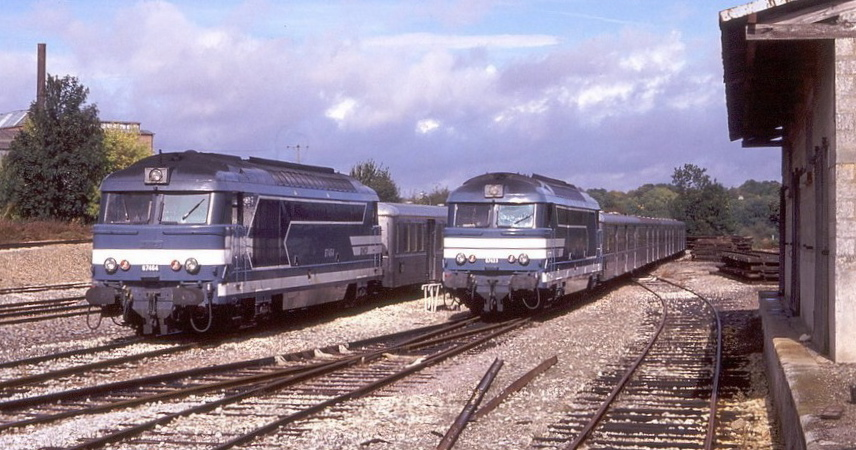
Deux kilomètres plus loin, l'un des derniers types de trains à avoir desservi la gare : diesels BB 67400 et rame inox de banlieue (1986).

Le choix de gestion entre les deux modes de véhicules semble s'être fait d'une part sur les problèmes de faible fréquentation de la ligne, avec une image d'une ligne "à panne et à problèmes" chez les usagers et d'une concurrence sur les têtes de lignes au moment de la mise en place par le Conseil Général de lignes de bus plus directes, sous le label Seine-et-Marne Express (20 % des voyageurs dans le cas de la ligne Coulommiers – La Ferté-Gaucher) ; mais surtout d'autre part sur les problèmes logistique, la gamme d'autorail alors en service devenant obsolète, et les autorails utilisés partants soit en renfort sur la ligne plus importante et plus médiatisée encore de Provins, soit en réparation en ateliers S.N.C.F. spécialisés, dans l'Est de la France. Jouy-sur-Morin n'a pas donc connu le passage des autorails de la génération suivante, de type X 73500.
En 1999, une association locale c'est constituée à Jouy-sur-Morin pour la défense des intérêts des usagers de la ligne, l'ABDEUTEC 2000 ("Association Briarde de Défense : de l'Emploi, des Usagers des Transports, de l'Environnement et de la Communication - 2000 ") La commune suivante de la ligne (et terminus) est La Ferté-Gaucher, déjà desservie par la navette 17 du "Seine-et-Marne Express" s'est elle orientée vers une utilisation touristique de ces infrastructures ferroviaires, avec à la fois la mise en place de mini-trains sur pneus (tronçon Lescherolles), et du système du Vélorail (tronçon Meilleray). Du côté de la SNCF, le responsable actuel d'exploitation de cette ligne est Maurice Testu, Directeur SNCF de la ligne Transilienne Paris-Est ; commercialement, la gare est classée en "type 6" (point d'arrêt) dans la typologie du Référentiel Voyageur des services Transilien. Il n'y a plus de guichet commercial dans la gare de Jouy-sur-Morin ; les renseignements et achats de titres de transport se font soit auprès du conducteur-receveur de l'autocar Transilien, soit aux horaires d'ouverture de gare de la station suivante (La Ferté-Gaucher).

### Les nouvelles stations
Les trois nouvelles stations jouyssiennes ont pour point commun d'être situées dans la partie urbaine de la D66, mais sans être dans le centre du bourg proprement dit (où stationnements de commercial et circulation se disputent déjà l'espace des rues de la Poterne, place de l'Église, et rue Saint-Pierre). Une seule des trois est pourvue d'abribus.

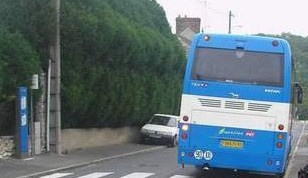
L'arrêt de bus "Champgoulin" du Transilien, vue en direction du centre-bourg (2007).

- Jouy-sur-Morin - Champgoulin (hameau de Champgoulin, rue de la Vallée) ; voir la localisation de l'arrêt de bus sur la carte de Wikimapia : . Techniquement, c'est une station avec poteau d'arrêt (arrêt à la demande, faire signe au chauffeur). Cet arrêt dessert le gros hameau de Champgoulin (avec l'usine de papeterie en contrebas), et par la route de Voigny le hameau de Voigny (à environ 1 kilomètre de marche piétonne sur du plat, et le refuge animalier du village).

- Jouy-sur-Morin - Eustache Lenoir (quartier du Champlat, près du carrefour de l'École) ; voir la localisation de l'arrêt de bus sur la carte de Wikimapia : . Techniquement, c'est une station avec abribus (arrêt à la demande, faire signe au chauffeur). Cet arrêt dessert, à sa situation de carrefour de 4 rues, les hameaux du Champlat, du Prest (à 700 mètres), du Marais (à 600 mètres), et surtout l'entrée du bourg (à 400 mètres, avec les commerces du village).

- Jouy-sur-Morin - Monument (quartier du Faubourg, au monument aux morts) ; voir la localisation de l'arrêt de bus sur la carte de Wikimapia : . Techniquement, c'est une station avec poteau d'arrêt (arrêt à la demande, faire signe au chauffeur). C'est cette station qui est la plus proche de l'ancienne gare, 200 mètres plus bas, et elle reste souvent la station de descente "par défaut" des nouveaux visiteurs. Mais son intérêt de desserte actuelle se limite surtout aux quartiers du Faubourg (avec le garage du village), de La Chair-aux-Gens (à 800 mètres), et de la Croix-du-Cygne (à 400 mètres).

Mais sur le plan de la prospective, ces trois nouvelles stations d'autocar Transilien pourraient bien être provisoires, et la gare de voie ferrée de Jouy-sur-Morin rouvrir avec des petites rames dites "bibi", comme avec au sud du département le précédent de la section de ligne Longueville/Provins qui a vu revenir une desserte ferrée avec une nouvelle génération d'autorails bi-mode (électrique/diesel, donc sans changement à faire entre les terminus de Paris-Est et de Provins) B 82500 du canadien Bombardier. La possibilité d'une réouverture de la ligne ferroviaire Coulommiers/La Ferté-Gaucher est en tout cas bien inscrite au dernier schéma directeur régional d'Île-de-France établi en 2007.

## Correspondances
D'autres lignes de bus que les autocars Transilien P dessert passent aussi par cet arrêt au carrefour de l'avenue de la Gare, voire d'autres arrêts de la commune, à savoir les lignes 10, 29A et 29M du réseau de bus Brie et 2 Morin.
Pour les habitants, c'est aussi un repère couramment utilisé comme lieu de prise en charge par les sociétés de taxis locales.

## Projets
La réouverture du tronçon fermé entre les gares de Coulommiers et de La Ferté-Gaucher est inscrite en phase 3 (horizon 2021-2027) du Schéma directeur de la région Île-de-France (SDRIF), adopté par délibération du conseil régional d'Île-de-France le 25 septembre 2008.
Cependant le schéma de secteur du réseau Est et du RER E, approuvé le 16 mai 2013 par l'ex-Syndicat des transports d'Île-de-France indique Les résultats d’une étude menée par Transilien SNCF sur la réouverture Coulommiers – La Ferté-Gaucher montre que les coûts d’exploitation, sans tenir compte des investissements nécessaires en termes d’infrastructure, paraissent disproportionnés par rapport au service rendu et à la population concernée, ce qui ne permet pas d'envisager la réouverture de la section de ligne à un horizon prévisible.
En 2021, des responsables politiques fertois effectuent des études de faisabilité de réouverture de la ligne. Cette étude est vue d'un bon œil par SNCF Réseau, la ligne fermée disposant d'un intérêt économique jugé notable. Les élus locaux et la communauté de communes des Deux Morin sont plus sceptiques, les premiers préférant la mise en place d'une coulée verte sur l'ancienne ligne. L'élue columérienne Laurence Picard manifeste quant à elle son opposition à la réouverture de la ligne, estimant que les lignes de bus suffisent.